# Prefectura de Shizuoka
La prefectura de Shizuoka (静岡県 Shizuoka-ken?) está ubicada en la región de Chūbu sobre la isla de Honshū en Japón. La capital es la ciudad de Shizuoka. Fuji Speedway es un autódromo situado en la prefectura.

## Historia
La prefectura de Shizuoka se forma a partir de las antiguas provincias Tōtōmi, Suruga y Izu.
la zona fue la residencia del primer Shōgun de Tokugawa. Tokugawa Ieyasu mantuvo la región bajo su control hasta que conquistó las regiones del clan Hojo en la región de Kanto, y puso las tierras bajo la administración de Oda Nobunaga. Después de convertirse en shōgun, Tokugawa recuperó la tierra para su familia y puso el territorio alrededor de la actual ciudad de Shizuoka bajo la supervisión directa del shogunato. Con la creación de Shizuoka han en 1868, volvió a convertirse en la residencia de la familia Tokugawa.

## Geografía
La prefectura de Shizuoka es una región alargada siguiendo la costa del océano Pacífico en la bahía de Suruga(駿河). Al oeste, la prefectura se extiende profundamente en los Alpes japoneses. Al este, se convierte en una costa más estrecho que linda al norte con el monte Fuji, hasta que llega a la península de Izu, una popular zona turística que apunta hacia el sur en el Pacífico.

### Los terremotos de Tokai
A lo largo de la historia, cada 100 a 150 años, un terremoto de proporciones desastrosas hizo el llamado del terremoto de Tokai que afectó en Shizuoka. El martes 15 de marzo de 2011, La prefectura de Shizuoka fue golpeado con una magnitud 6.2 terremoto aproximadamente 42 km (26 millas) al NNE de la ciudad de Shizuoka.

### Ciudades
| - Atami - Fuji - Fujieda - Fujinomiya - Fukuroi - Gotenba - Hamamatsu (ciudad más poblada) - Itō | - Iwata - Izu - Izunokuni - Kakegawa - Kikugawa - Kosai - Makinohara - Mishima | - Numazu - Omaezaki - Shimada - Shimoda - Shizuoka (capital) - Susono - Yaizu |

### Pueblos
| - Distrito de Kamo - Higashiizu - Kawazu - Matsuzaki - Minamiizu - Nishiizu | - Distrito de Haibara - Kawanehon - Yoshida - Distrito de Shūchi - Mori | - Distrito de Suntō - Nagaizumi - Oyama - Shimizu - Distrito de Tagata - Kannami |